# The Goddess of 1967
The Goddess of 1967 (deutscher Titel: Der Japaner und die Göttin, französisch La Déesse de 1967) ist ein australisches Roadmovie aus dem Jahr 2000 der in Macau geborenen Regisseurin Clara Law. Das Wort Goddess im Titel steht hierbei für französisch Déesse (zu deutsch: Göttin), die umgangssprachliche Bezeichnung für einen Citroën DS, ein mittlerweile legendäres französisches Automobil aus den 1950er und 1960er Jahren, das neben den Darstellern das Hauptelement des Films ist.
Hauptdarsteller neben dem Fahrzeug sind die australische Schauspielerin Rose Byrne und das japanische Model Rikiya Kurokawa.
Der Film wurde in und um Lightning Ridge in New South Wales, Australien gedreht. Filmpremiere war am 2. September 2000 während der internationalen Filmfestspiele von Venedig in Italien. Die Veröffentlichung in Deutschland fand am 4. April 2002 statt.
The Goddess of 1967 wurde mehrfach ausgezeichnet, darunter die Preise für die Beste Schauspielerin (Rose Byrne) beim Venedig Film Festival sowie Beste Regie (Clara Law) beim Chicago Film Festival im Jahre 2000.
In Deutschland blieb der Film weitestgehend unbekannt.

## Synopsis
Ein junger, reicher Japaner (J.M., verkörpert von Rikiya Kurokawa) reist nach Australien mit der Absicht, sich seinen Traumwagen – einen pinkfarbenen 1967er Citroën DS – zu kaufen. Doch anstatt des Mannes, mit dem er im Internet in Kontakt stand, trifft er dort nur auf ein blindes Mädchen (B.G., Rose Byrne), das ihn mit auf eine fünftägige Reise quer durch den australischen Kontinent nimmt, um den vermeintlichen Besitzer des Wagens aufzusuchen.

## Trivia
- Das Lied aus der Tanzszene zwischen B.G. und J.M. ist Walk – Don’t Run von The Ventures in der Fassung von 1964.
- 3sat hat den Film im Rahmen des Filmforum am 13. Dezember 2005 um 22:25 Uhr im Original mit deutschen Untertiteln ausgestrahlt.[2]